# Якименко Світлана Іванівна
Яки́менко Світла́на Іва́нівна (нар. 10 квітня 1950, м. Жмеринка) — український педагог, професор, доктор педагогічних наук, завідувачка кафедри початкової освіти Миколаївського національного університету імені В. О. Сухомлинського, автор понад 350-ти публікацій з питань теорії та практики навчання і виховання в системі дошкільної, початкової, середньої, вищої шкіл. Дійсний член (академік) Міжнародної кадрової академії.

## Життєпис
Народилася 10 квітня 1950 року у місті Жмеринка Жмеринського району Вінницької області.
Працювала викладачем кафедри початкового навчання у Миколаївському педагогічному інституті ім. В. Белінського.
У 1992 році захистила кандидатську дисертацію на тему «Педагогічні умови підвищення ефективності навчально-виховного процесу в початкових класах засобами міжпредметної інтеграції». У 1994 році отримала звання доцента.
З 1994 по 1997 рік навчалася в докторантурі Київського національного університету імені Тараса Шевченка. 
У 2005 році отримала звання професора. У 2006 році захистила докторську дисертацію на тему «Формування цілісно картини світу у дітей старшого дошкільного та молодшог шкільного віку».
Розпочала трудову діяльність старшою піонервожатою, працювала виховатилем у дитячих садках на Вінниччині, Харківщині, Миколаївщині. Після закінчення Миколаївського педагогічного інституту ім. В. Бєлінського за спеціальністю «початкова освіта» працювала у ЗОШ № 48 м. Миколаєва.
Працює завідувачкою кафедри початкової та дошкільної освіти Миколаївського національного університету імені В. О. Сухомлинського.

## Нагороди
- Орден княгині Ольги ІІІ ступеня (30 вересня 2011 року)[4]
- Державна премія України в галузі освіти (2 жовтня 2020 року)[5]
- Відмінник народної освіти (1988)[2]
- Почесна грамота МОН України (2006)
- Диплом ІІ ступеню ВДНГ Української РСР (№ 35 від 6.10.1989 р.)
- ІІ грант програми «Трансформація гуманітарної освіти в Україні» Міжнародного фонду «Відродження» (№1383 від 18.07.1995)[1]